# اومبتالی کاریبایف
اومبتالی کاریبایف (به قزاقی: Umbetaly Karibayev) یک منطقهٔ مسکونی در قزاقستان است که در شهرستان جامبیل، آلماتی واقع شده‌است.